# Gabriel Wystub

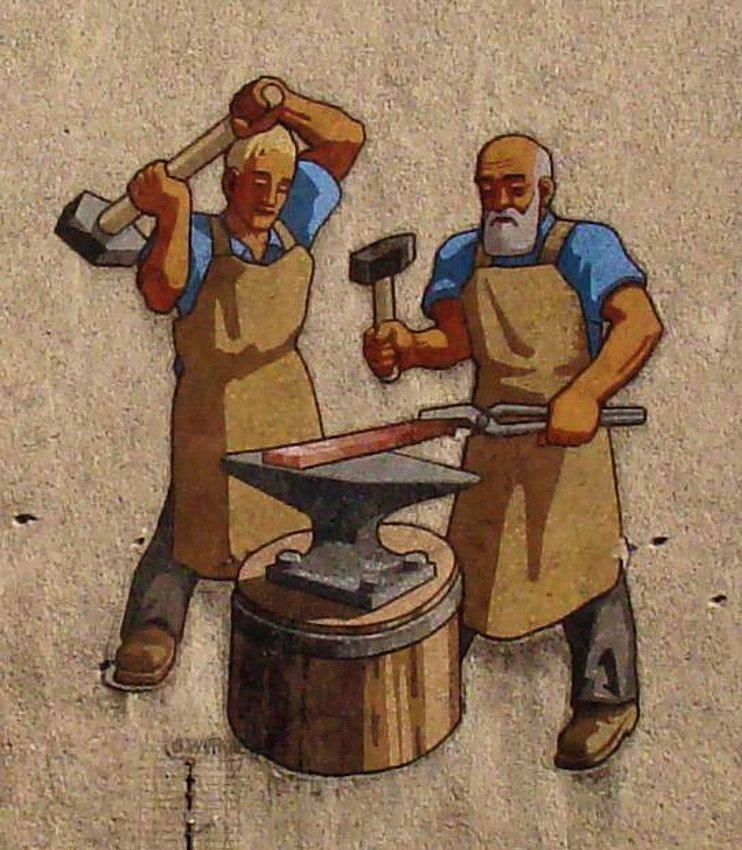
Mozaika autorstwa Gabriela Wystuba na elewacji budynku przy ul. Ustronie 11 we Wrocławiu (2011)

Gabriel Wystub (ur. w Łubnianach na Śląsku Opolskim) – działający na Śląsku, niemiecki artysta, rzeźbiarz, twórca plakatów. 
Był znany jako autor licznych pomników żołnierzy poległych w trakcie I wojny światowej, w tym niezachowanego do dziś monumentu w rodzinnej wsi artysty, oraz plakatów (często o charakterze propagandowym), na których przedstawiał narciarzy w Karkonoszach. Artysta zasłynął także z serii plakatów przedstawiających ducha gór, Liczyrzepę, oraz rycin z zabytkami Wrocławia, które ozdobiły liczne przedwojenne przewodniki.. Jest twórcą mozaiki na budynku mieszkalnym przy ul. Ustronie 11 we Wrocławiu.